# Enki Bilal
Enki Bilal született Enes Bilalovic, (Belgrád, Jugoszlávia, 1951. november 7. –) bosnyák származású francia képregényrajzoló. Az általa jegyzett Nikopol-trilógia és a Szörny-tetralógia az elmúlt évtizedek kiemelkedő sci-fi képregényei közé tartoznak. 1987-ben az Angoulême-i nemzetközi képregényfesztiválon a város nagydíjának a nyertese lett.

## Pályafutása
Enes Bilal bosnyák apa és cseh anya fiaként Belgrádban látta meg a napvilágot. Kitörölhetetlen emléket jelentett számára az egyik helyi „bioszkóp”, és gyerekszínészként szerepet is kapott egy jugoszláv filmben. Tízéves volt, amikor a már Franciaországban dolgozó apa után indult a család, amihez váratlan segítséget nyújtott a Bilalék lakásával szemező tanítónő, és funkcionárius férjével elintéztette a kivándorláshoz szükséges elintézendőket.
Párizsban fedezte fel a legszebb időszakába belépő francia képregényt, és 20 évesen bátran beköszöntött rajzaival a Pilote szerkesztőségébe. Ekkor még eltanácsolták, ám egy évvel később – amelyet az Ecole des Beaux-Arts-on töltött – már megnyerte ugyanennek a lapnak a pályázatát, és 'A csillagok hívása' című rövid képregénye itt jelent meg 1972-ben.
Pierre Christin bölcs tanácsokkal mozdította előre grafikusi fejlődését. Azt mondta neki, hogy remek a fantáziája, de nem figyel oda eléggé az életre. Vonatra szálltak, végigjárták mindazokat a tájakat, amelyek közös munkáik hátteréül szolgáltak, ennek köszönhetően érlelődött ki a jellegzetes Bilal-stílus.
Bilal első saját sorozata 1980-ban indult útjára. A 'Halhatatlanok vására', avagy a Nikopol-trilógia első része osztatlan elismerést hozott szerzőjének. 'A csapdanő' (főszerepben egy Jill Bioskop nevű lánnyal) 1986-ban, a Lire irodalmi magazin által az év legjobb könyvének választott 'Hideg egyenlítő' 1993-ban került a boltokba. Az első két részből ő maga rendezett filmet 2004-ben.
Már korábban is dolgozott a filmszakmában, főleg Alain Resnais-vel, akinek "Az élet kész regény" című filmjéhez ő tervezte a díszleteket és a jelmezeket. A Magyarországon is bemutatott "Halhatatlanok"-at megelőzően két filmet is rendezett.
Rajzolt címlapokat egy Jules Verne-sorozathoz, és két bélyeget tervezett a francia postának, 1988-ban és 2006-ban.

## Válogatott képregényei

### Nikopol-trilógia
- La Foire aux immortels, 1980.
- La Femme piège, 1986.
- Froid Équateur, 1992.

### Szörny-tetralógia
- Le Sommeil du monstre, 1998. (magyarul: A szörny ébredése, Titkos Fiók 2006, fordította Szalmási Szilárd)
- 32 Décembre, 2003. (magyarul: December 32. Második felvonás, Titkos Fiók 2008, fordította Szalmási Szilárd)
- Rendez-vous à Paris, 2006. (magyarul: Párizsi randevú, Titkos Fiók 2009, fordította Szalmási Szilárd)
- Quatre?, 2007. (magyarul: Négy?, Titkos Fiók 2010, fordította Szalmási Szilárd)

### Egyéb
- La croisière des oubliés, írta Pierre Christin, 1975
- Le vaisseau de pierre, írta Pierre Christin, 1976.
- La ville qui n'existait pas, írta Pierre Christin, 1977.
- Exterminateur 17, írta Jean-Pierre Dionnet, 1979.
- Les Phalanges de l'Ordre noir, írta Pierre Christin, 1979.
- Partie de chasse, írta Pierre Christin, 1983.

## Filmrendezései
- Bunker Palace Hôtel (1989)
- Tykho Moon (1996)
- Immortel (Halhatatlanok, 2004)